# Symplocos panamensis
Symplocos panamensis là một loài thực vật có hoa trong họ Dung. Loài này được McPherson miêu tả khoa học đầu tiên năm 1988.